# 마쓰나미 마사노부
마쓰나미 마사노부(일본어: 松波 正信, 1974년 11월 21일 ~ )는 일본의 전직 축구 선수이자 현 축구 지도자로 현역 시절 감바 오사카에서 활약했다.

## 구단 경력
1993년 J1리그의 감바 오사카에 입단하였다. 2005년까지 280경기에 나서 45득점을 넣었다. 2005년에 J1리그 우승을 차지하였다. 2005년후 현역 은퇴.

## 지도자 경력
은퇴 후에는 감바 오사카의 코치를 거쳐, 2012년 3월 감바 오사카의 감독으로 취임하였다. 2014년부터 2015년까지 가이나레 돗토리에서 감독을 맡았다.